# Dante YN
Dante YN (* 2001 in Saarbrücken, bürgerlich: Dantouma Koné) ist ein deutscher Rapper.

## Leben
Dante YN wurde in Saarbrücken geboren und wuchs in Wolfsburg auf. Zusammen mit seinem Bruder (Lost Child) machte er Musik über die Software FL Studio. Er begann häufiger nach Berlin zu pendeln. Laut eigenen Aussagen war er längere Zeit in der Drogenszene aktiv, versucht dieses Kapitel aber in seiner Musik zu reflektieren: "Man kann es zwischen den Zeilen rauslesen, was ich von dem Drogenkonsum wirklich halte". Aus seinem Freundeskreis stammt die Modemarke Kafa Les, für die er Werbung macht. 2020, während des ersten Lockdowns während der COVID-19-Pandemie in Deutschland veröffentlichte er seine erste Single Bubble Butt, ein verspielter Track mit Trap-Beat über ein altes Jazz-Sample. 2021 veröffentlichte er weitere Tracks und Musikvideos. Schließlich wurde er von Sony Music/Epic Records unter Vertrag genommen.
Gegen Ende 2021 erschien dort seine erste EP Kleinstadt Uniques, die unter anderem auf Laut.de wohlwollend besprochen wurde. So bezeichnete Yannik Gölz ihn bereits in der Überschrift als den „im Moment besten deutschen Trapper“. Im August 2022 erschien die EP Paar Sommerlieder. Die EP sei – so Dominik Lippe von Laut.de –  gekennzeichnet von Großstadt-Melancholie und einem Gefühl des Stillstandes. Paar Sommerlieder bestätige Dante YNs großes Potential, das er bereits auf seiner ersten EP habe erkennen lassen.

## Musikstil
Dante YN ist dem Trap zuzuordnen. Er rappt tief und sonor mit einer etwas traurigen Klangfärbung. Zu seinen Vorbildern zählen Chief Keef und Migos.

## Diskografie

### Alben
| Jahr | Titel Musiklabel     | Höchstplatzierung, Gesamtwochen, AuszeichnungChartplatzierungen (Jahr, Titel, Musiklabel, Platzierungen, Wochen, Auszeichnungen, Anmerkungen) | Höchstplatzierung, Gesamtwochen, AuszeichnungChartplatzierungen (Jahr, Titel, Musiklabel, Platzierungen, Wochen, Auszeichnungen, Anmerkungen) | Höchstplatzierung, Gesamtwochen, AuszeichnungChartplatzierungen (Jahr, Titel, Musiklabel, Platzierungen, Wochen, Auszeichnungen, Anmerkungen) | Anmerkungen                         |
| Jahr | Titel Musiklabel     | DE | AT | CH | Anmerkungen                         |
| ---- | -------------------- | --- | --- | --- | ----------------------------------- |
| 2023 | Dante > Epic Records | DE26 (3 Wo.)DE | AT26 (2 Wo.)AT | CH15 (2 Wo.)CH | Erstveröffentlichung: 16. Juni 2023 |

### EPs
- 2021: Kleinstadt Uniques (Epic Records)
- 2022: Paar Sommerlieder (Epic Records)

### Singles als Leadmusiker
| Jahr | Titel Album                     | Höchstplatzierung, Gesamtwochen, AuszeichnungChartplatzierungen (Jahr, Titel, Album, Platzierungen, Wochen, Auszeichnungen, Anmerkungen) | Höchstplatzierung, Gesamtwochen, AuszeichnungChartplatzierungen (Jahr, Titel, Album, Platzierungen, Wochen, Auszeichnungen, Anmerkungen) | Höchstplatzierung, Gesamtwochen, AuszeichnungChartplatzierungen (Jahr, Titel, Album, Platzierungen, Wochen, Auszeichnungen, Anmerkungen) | Anmerkungen                                                |
| Jahr | Titel Album                     | DE | AT | CH | Anmerkungen                                                |
| --- | ------------------------------- | --- | --- | --- | ---------------------------------------------------------- |
| 2021 | Trapstar Kleinstadt Uniques     | DE50 (1 Wo.)DE | — | — | Erstveröffentlichung: 22. Oktober 2021 Epic Records        |
| 2022 | Und ich rauch –                 | DE49 (2 Wo.)DE | — | — | Erstveröffentlichung: 25. Februar 2022 Epic Records        |
| 2022 | 440 Babys –                     | DE95 (1 Wo.)DE | — | — | Erstveröffentlichung: 22. April 2022 Epic Records          |
| 2022 | 21 –                            | DE75 (1 Wo.)DE | — | — | Erstveröffentlichung: 10. Juni 2022 Epic Records           |
| 2022 | Sonntagabend Paar Sommerlieder  | DE43 (1 Wo.)DE | — | — | Erstveröffentlichung: 8. Juli 2022                         |
| 2022 | Warmer Regen Paar Sommerlieder  | DE— aDE | — | — | Erstveröffentlichung: 29. Juli 2022                        |
| 2023 | Kein Idol Dante >               | DE63 (1 Wo.)DE | — | — | Erstveröffentlichung: 10. März 2023                        |
| 2023 | Nightmares Dante >              | DE69 (1 Wo.)DE | — | — | Erstveröffentlichung: 31. März 2023                        |
| 2023 | Spacecar Dante >                | DE50 (1 Wo.)DE | — | — | Erstveröffentlichung: 21. April 2023                       |
| 2023 | Hoodfame Dante >                | DE— bDE | — | — | Erstveröffentlichung: 12. Mai 2023                         |
| 2023 | Est. 2020 Dante >               | DE48 (1 Wo.)DE | — | — | Erstveröffentlichung: 2. Juni 2023                         |
| 2023 | Remedy –                        | DE73 (1 Wo.)DE | — | — | Erstveröffentlichung: 6. Oktober 2023                      |
| 2023 | Immer busy –                    | DE97 (1 Wo.)DE | — | — | Erstveröffentlichung: 20. Oktober 2023 mit Maxe & Monet192 |
| 2023 | On Ira –                        | DE— cDE | — | — | Erstveröffentlichung: 3. November 2023 mit Squidji         |
| 2023 | Anders –                        | DE— dDE | — | — | Erstveröffentlichung: 8. Dezember 2023                     |
| 2024 | Leben gut –                     | DE— eDE | — | — | Erstveröffentlichung: 31. Mai 2024                         |
| Folgende Lieder erschienen nicht als Single, wurden aber durch das Album zum Download und Streaming bereitgestellt und konnten somit eine Platzierung erlangen: |                                 | | | |                                                            |
| |                                 | | | |                                                            |
| 2022 | Kein wie mich Paar Sommerlieder | DE47 (1 Wo.)DE | — | — | Charteinstieg: 26. August 2022                             |

Weitere Singles
- 2020: Bubble Butt
- 2020: Çay
- 2020: Paar Wochen
- 2020: 2 Uhr nachts
- 2021: Pikachu
- 2021: OG’s
- 2021: Don’t Cry (mit Beyazz)
- 2021: Vice City
- 2021: planlos.wav
- 2021: Dash am Block
- 2023: Kein Idol
- 2023: Schon ok
- 2023: Hoodfame

### Singles als Gastmusiker
| Jahr | Titel Album | Höchstplatzierung, Gesamtwochen, AuszeichnungChartplatzierungen (Jahr, Titel, Album, Platzierungen, Wochen, Auszeichnungen, Anmerkungen) | Höchstplatzierung, Gesamtwochen, AuszeichnungChartplatzierungen (Jahr, Titel, Album, Platzierungen, Wochen, Auszeichnungen, Anmerkungen) | Höchstplatzierung, Gesamtwochen, AuszeichnungChartplatzierungen (Jahr, Titel, Album, Platzierungen, Wochen, Auszeichnungen, Anmerkungen) | Anmerkungen                                                              |
| Jahr | Titel Album | DE | AT | CH | Anmerkungen                                                              |
| ---- | ----------- | --- | --- | --- | ------------------------------------------------------------------------ |
| 2022 | Canim –     | DE50 (1 Wo.)DE | — | — | OMG feat. Dante YN Erstveröffentlichung: 24. März 2022 Baklava Music     |
| 2024 | Frozen –    | DE— fDE | — | — | Saliou feat. Dante YN Erstveröffentlichung: 19. Januar 2024 Warner Music |